# Берисберг (Пенсилванија)
Берисберг (енгл. Berrysburg) град је у америчкој савезној држави Пенсилванија.

## Демографија
По попису из 2010. године број становника је 368, што је 14 (4,0%) становника више него 2000. године.
| Група             | 2000.       | 2010.        |
| Белци             | 350 (98,9%) | 368 (100,0%) |
| Афроамериканци    | 2 (0,6%)    | 0 (0,0%)     |
| Азијати           | 0 (0,0%)    | 0 (0,0%)     |
| Хиспаноамериканци | 1 (0,3%)    | 0 (0,0%)     |
| Укупно            | 354         | 368          |